# Coelogyne renae
Coelogyne renae là một loài thực vật có hoa trong họ Lan. Loài này được Gravend. & de Vogel mô tả khoa học đầu tiên năm 2002.